# Alison Weisz
Alison Marie Weisz (Rapid City, 22 de mayo de 1995) es un deportista estadounidense que compite en tiro, en la modalidad de rifle.
Ganó una medalla de oro en el Campeonato Mundial de Tiro de 2022, en la prueba de 10 m. Participó en los Juegos Olímpicos de Tokio 2020, ocupando el sexto lugar en la prueba de rifle 10 m mixto.

## Palmarés internacional
| Campeonato Mundial | Campeonato Mundial | Campeonato Mundial | Campeonato Mundial |
| Año                | Lugar              | Medalla            | Prueba             |
| ------------------ | ------------------ | ------------------ | ------------------ |
| 2022               | El Cairo (Egipto)  | Medalla de oro     | Rifle 10 m         |